# Президентская кампания Юджина Дебса (1920)
Пятая президентская кампания Юджина Дебса началась 13 мая 1920 года, когда делегаты съезда Социалистической партии Америки единогласно выдвинули его на пост президента в преддверии выборов 1920 года. Эта кампания стала беспрецедентной в истории США, так как на момент выдвижения и в течение всей предвыборной кампании Дебс находился в тюрьме в Атланте по обвинению в нарушении закона о шпионаже. Он был осуждён после того как произнёс речь в Кантоне в штате Огайо в 1918 году, которую власти восприняли как способствующую уклонению граждан от призыва на военную службу во время первой мировой войны. Социалистическая партия была ослаблена репрессиями, с которыми она столкнулась за свою антивоенную позицию и расколота по поводу отношения к октябрьской революции в России: радикалы поддержали большевиков, а умеренные выступили против, в результате чего первые образовали независимую Коммунистическую партию в 1919 году. Несмотря на это, Дебс оставался объединяющей фигурой для всего левого движения.
Левые делегаты, оставшееся в социалистической партии хотели номинировать Кейт Ричардс О'Хару, которая на тот момент также находилась в заключении за антивоенную деятельность, на пост вице-президента, но в итоге съезд выбрал Сеймура Стедмана, находившегося на свободе, так как партии был нужен хотя бы один кандидат, способный вести агитацию. Несмотря на заключение, Дебс набрал почти миллион голосов (3,5 %), часть из которых была подана не социалистами, а людьми, считавшими обращение с ним со стороны властей несправедливым.

## Предпосылки кампании
На выборах 1912 года Юджин Дебс набрал почти миллион голосов (около 6 %), что стало беспрецедентно хорошим результатом для социалистов. Несмотря на это, после выборов в партии обострились противоречия между радикальным и умеренным членами организации. На съезде 1912 года синдикалист Билл Хейвуд был избран членом Национального исполнительного комитета Социалистической партии к радости своих левых сторонников. В ходе кампании 1912 года его стойкая приверженность радикальным профсоюзам стала вызывать недовольство консервативных социалистов. Кроме того, Хейвуд поддерживал прямое действие и не верил, что все политические цели партии могут быть достигнуты путём выборов.
После выборов правые начали настаивать на его отзыве из комитета, основываясь на том, что Хейвуд нарушил устав партии, поддерживая промышленный саботаж. В марте 1913 года они смогли реализовать свои планы, подтвердив контроль над партией. В ответ Хейвуд и его радикальные сторонники покинули партию; число её членов сократилось со 150 тысяч человек перед съездом 1912 года до 113 тысяч в 1913. Тем не менее социалистам иногда удавалось добиваться успехов на выборах, несмотря на реформы президента Вудро Вильсона в рамках программы «Новая свобода», которая включала в себя некоторые левые идеи: в 1914 году Мейер Лондон выиграл выборы в Палату представителей от штата Нью-Йорк, а к 1915 в законодательных собраниях штатов заседал 31 представитель партии. Однако Дебс и его соратники чувствовали, что социалистическое движение приходит в упадок. В 1914 он обратился в однопартийцам, призвав их гармонизировать отношения друг с другом.
Американские социалисты единогласно осудили начало первой мировой войны и были шокированы тем, что некоторые из их европейских коллег поддержали боевые действия. В 1915 на партийном референдуме большинство членов одобрили исключение из партии любого сторонника военных кредитов, а один из лидеров партии в Нью-Йорке Моррис Хилквит призвал социалистов не выбирать чью-либо сторону в конфликте. Однако по мере развития войны все больше членов партии переходило на сторону Антанты. Таким образом социалисты подошли к выборам 1916 года, ослабленные разногласиями. Дебс отказался баллотироваться в пятый раз и вместо него был выдвинут опытный социалистический редактор Аллан Бенсон, который резко осудил конфликт, но симпатизировал противникам Германии. В основном он строил кампанию на осуждении усилий Вильсона по подготовке страны к самообороне, воспринимая это как первый шаг на пути к вмешательству в войну. Бенсон выступил на 60 предвыборных мероприятиях, но набрал всего около 3 % голосов, что стало большим разочарованием для социалистов. Тем временем Дебс баллотировался в Конгресс от своей родной Индианы, но также потерпел поражение.
В апреле 1917 года, почти сразу после вступления Вильсона в должность президента, США вступили в Первую мировую войну. Такие действия застали социалистов врасплох, так как они ожидали вступления в войну, но считали, что это произойдёт позже. На экстренном съезде в Сент-Луисе они решительно осудили вмешательство и отправили Вильсону телеграмму с просьбой не ограничивать свободу слова и печати во время войны. Резолюция с осуждением войны встретила сопротивление среди некоторых высокопоставленных социалистов. После съезда члены партии стали мишенью для «настоящих американцев», объектами беспорядков и предрассудков; министерство юстиции стало выпускать репрессивные законы, а видный сторонник Вильсона Джордж Криль создал пропагандистскую машину, направленную против оппонентов войны. На этом фоне влияние партии стало падать. Ситуация усугубилась ещё сильнее, после того, как социалисты поначалу единодушно поддержали октябрьскую революцию в России.
На социалистических собраниях присутствовало много сотрудников служб безопасности, а партийные политики подвергались слежке и преследованиям со стороны официальных и полуофициальных органов власти. В сентября 1917 года в штаб-квартире партии в Чикаго произошёл обыск, а в Индиане и других местных отделениях федеральные агенты изъяли документацию и проверили списки членов партии. Виктор Бергер из Висконсина и другие лидеры партии были обвинены в нарушении закона о шпионаже за противодействие военным усилиям. Несмотря на открытое дело, жители Милуоки дважды избирали Бергера в Конгресс от своего округа, но ему так и не удалось занять своё место. Особенно сильным репрессиям подвергались члены профсоюза Индустриальные рабочие мира. Дебс не был согласен со всеми их действиями, но был возмущён тем, как с ними обращалось правительство.

Виктор Бергер, Уайт, Берта Хейл и Юджин Дебс в 1924 году.

Несмотря на давление, социалисты продолжали добиваться успехов на некоторых выборах: Моррис Хилквит поразил наблюдателей, набрав более 20% голосов на выборах мэра Нью-Йорка в 1917 года, а в 1918 году Виктор Бергер набрал 26% голосов в битве за пост Сенатора от штата Висконсин, открыто выступая против репрессий. В том году число голосов за социалистов выросло в Кливленде, Толедо и некоторых других городах, однако многие из проголосовавших за партию сделали это из-за своей оппозиции войне, а не поддержки её политической программы. Только в 1918 году под давлением властей 1500 из более чем 5000 местных ячеек Социалистической партии прекратили своё существование, особенно к западу от реки Миссисипи в небольших населённых пунктах.
По мере роста давления на партию, Дебс решил открыто выступить против боевых действий, рискуя своей свободой. 18 июня 1918 года он выступил с речью в Кантоне в штате Огайо, где подтвердил свои известные принципы и выступил против войны. Хотя он не сказал ничего нового или неожиданного, власти штата посчитали, что речь одобряла уклонение от призыва. Тем временем федеральные власти не были уверены, стоило ли арестовывать Дебса, так как дело могло оказаться сложным и, в случае оправдания социалиста, сильно навредить закону о шпионаже, по которому его и хотели привлечь к ответственности. Тем не менее суд вынес Дебсу обвинительное заключение; он был арестован 30 июня и заключён в тюрьму, из которой не смог выйти из-за того, что не смог внести залог. На следующий день его сторонники внесли 10 тысяч долларов и добились освобождения политика на время.
Весь агитационный аппарат Социалистической партии оказывал медийную поддержку Дебсу. В сентябре над ним начался суд; он сам желал заключения, так как считал, что таким образом сможет помочь своей партии. На суде Дебс произнёс свою знаменитую фразу: «Пока есть низший класс, я принадлежу к нему, пока есть преступный элемент, я принадлежу к нему, пока есть душа в тюрьме, я не свободен». Несмотря на слабое здоровье и преклонный возраст, суд приговорил его к 10 годам заключения, после чего он был отправлен в тюрьму в Маундсвилле в Западной Виргинии в апреле 1919. Там он получил лёгкую работу в больнице и пользовался значительной свободой, но летом был перенаправлен в тюрьму в Атланте в Джорджии, где условия содержания были куда более жёсткими. Там он стал работать на складе одежды. Тем временем партия и сочувствующие безуспешно пытались добиться его освобождения, так как Дебс был заключён в тюрьму уже после окончания войны.
Присутствие довольно известного политика в тюрьме смягчило отношение властей к другим заключённым, среди который Дебс быстро стал популярным. С его появлением границы тюремной иерархии между неполитическими и политическими заключёнными стёрлось (до этого радикалы находились на её низшей ступени). Дебс получал много посылок от своих сторонников, содержимое которых свободно распространялось среди других заключённых. Он общался со всеми, кроме сексуальных преступников. В октябре 1919 освобождённый из той же тюрьмы анархист Александр Беркман сообщил, что Дебс был очень близок к смерти из-за сочетания люмбаго и проблем с сердцем и болезни почек, несмотря на то, что в его письмах к брату Теодору он никогда не жаловался на своё состояние. После этого объявления политик был переведён на более легкую работу в больнице и получил отдельную палату. По тюрьме пошли слухи, что он получал виски для поддержания здоровья. Дебс стал принимать гостей в кабинете надзирателя и иногда ездил в город на автомобиле. Администрация тюрьмы боялась его смерти из-за страха общественного возмущения.
После войны генеральный прокурор США Александр Митчелл Палмер начал проводить рейды, направленные против радикальных левых, в ходе которых многие социалисты были выдворены из стороны или ограничены в возможности высказываться другими способами. Главным вопросом, разделившим американских левых стала революция в России. Радикальные социалисты хотели, чтобы партия поддержала становление советского государства и разработала революционную программу, чтобы сплотить рабочих за собой, в то время как умеренные лидеры постепенно пришли к осуждению большевиков за их антидемократическую политику. Некоторые из последних даже перешли к молчаливой поддержке боевых действий в конце войны.
Радикалам не нравилась программа партии, принятая в 1918 году, так как она не призывала к передаче политической власти трудящимся и, по-видимому, придавала большее значение поддержанию общественного порядка, а не построению социализму. Левое крыло стало организовываться как независимая сила внутри партии, проводя собственные съезды и издавая независимые газеты; ещё за два месяца до отправки Дебса в Западную Виргинию в Нью-Йорке был опубликован «Манифест левого крыла», который требовал исключить из партийной программы все реформистские пункты, вступить в Третий интернационал. Однако лидеры правых, такие как Хилквит и Бергер продолжали верить в возможность мирного перехода к социализму.
Борьба между двумя фракциями достигла пика во время внутрипартийного референдума по выбору партийных лидеров в 1919. Левые смогли выиграть 12 из 15 мест в Национальном исполнительном комитете партии, так Джон Рид был избран международным делегатом, победив Бергера, а Кейт Ричардс О'Хара — международным секретарём, победив Хилквита. Однако действующий комитет, контролируемый реформистами объявил выборы недействительными, отказался сложить свои полномочия, приостановил работу всех левых языковых федераций и исключил из партии региональные отделения Огайо, Мичигана и Массачусетса.
Половина изгнанных членов, включая языковые федерации, организацию Мичигана и половину организации Огайо выступили за немедленное создание Коммунистической партии, но ещё около 30 тысяч исключённых социалистов во главе с Ридом и Альфредом Вагенкнехтом выступили за попытку захвата партии на съезде. Они явились на съезд социалистов 31 августа 1919 года, но не были на него допущены, после чего создали Коммунистическую рабочую партию. 1 сентября изначальные сторонники создания новой партии во главе с Чарльзом Рутенбергом создали Коммунистическую партию. Все три организации тут же начали информационную борьбу друг с другом. Дебс, находясь в тюрьме, был изолирован от процесса и мог лишь наблюдать за этим. Хотя изначально он поддержал большевиков, по мере изучения нового государства Дебс всё сильнее разочаровывался. Он осудил расстрел царской семьи и то, что он считал ненужным насилием и кровопролитием в ходе установления новой власти. Стремясь сохранить нейтралитет на фоне партийного раскола, он не хотел занимать слишком определённую позицию по этому вопросу.

## Выдвижение
Возможность повторного выдвижения Дебса обсуждалась практически с самого момента его заключения. Кроме него только Виктор Бергер и Моррис Хилквит имели достаточную известность для того, чтобы эффективно вести кампанию, но оба не могли занимать должность президента из-за своего иностранного происхождения. Кандидатура Дебса могла привлечь голоса пацифистов-несоциалистов, а также обеспечить уникальную рекламу из-за обстоятельств его выдвижения. Одной из главных причин номинации политика было то, что он был единственным человеком, который смог бы обеспечить сплочённость партии и возвыситься над противоборствующими фракциями. Многие социалисты надеялись, что его выдвижение спасёт разваливающуюся организацию, а сам Дебс согласился участвовать в выборах ещё в марте 1920.
Съезд Социалистической партии открылся в Нью-Йорке 8 мая в Финском социалистическом зале: на него прибыли 143 делегата из двадцати шести штатов. Они заняли свои места под традиционные Марсельезу и Интернационал. Когда музыка закончилась, в тишине раздвинулся занавес, на котором стоял портрет Дебса в полный рост; в дальнейшем каждое упоминание его имени вызывало бурные аплодисменты однопартийцев. Многие социалисты были более радикальными, чем когда либо из-за репрессий и преследований, но не до такой степени, чтобы позволить коммунистам взять под контроль остатки своей партии. Также на съезде присутствовали словацкие, немецкие, финские, чешские и литовские социалисты и делегаты пяти рабочих организаций.
Собравшиеся разделились на три группы по вопросу отношения к Третьему интернационалу и условиям присоединения к нему: левые хотели присоединиться к интернационалу на советских условиях, центристы хотели войти туда на собственных условиях, а правые не хотели иметь ничего общего с Москвой. На первом дне съезде председателем был избран Моррис Хилквит, победивший Дж. Луиса Энгдаля, обвинённого в нарушении закона о шпионаже и освобождённого под залог в ожидании апелляции. Победа Хилквита стала победой правых сил, которые вновь контролировали руководство партии, в то время как рядовые делегаты были настроены куда радикальнее. В конечном итоге съезд одобрил присоединение к интернационалу на компромиссных условиях, но процесс остановился после того как Ленин выдвинул 21 условие, которое американские социалисты не стали выполнять.
Во время обсуждения платформы партии оставшиеся левые делегаты потребовали признать достижения Советской России, сделать внутреннюю структуру партии более либеральной и принять революционную программу, но их усилия были эффективно заблокированы правым крылом партии. В конечном итоге программа партии была компромиссной и была раскритикована Дебсом из тюрьмы. Она призывала к ведению торговых и дипломатических отношений с Россией, выходу из Лиги Наций в пользу создания международного демократического парламента, свободе слова и печати, освобождению политических заключённых, национализации промышленности, упразднению коллегии выборщиков, введению шестичасового рабочего дня и ограничению полномочий судов в вопросах регулирования гражданских свобод. 13 мая Эдвард Генри выдвинул Дебса на пост президента и был встречен аплодисментами публики и поддержкой Хилквита; собравшиеся скандировали «Мы хотим Дебса!», после чего он был единогласно номинирован. Изначально в федеральной тюрьме Атланты Дебс имел номер 2253, из-за чего партия вела агитацию за «заключённого № 2253». Позднее политику был присвоен новый номер, и на значках предвыборной кампании было написано: «Заключённого № 9653 в президенты». Во время митинга на Мэдисон-сквер-гарден Хилквит в шутку сказал, что на выборах социалисты являются единственной консервативной партией, «отстаивая несколько устаревший американский идеал правления народа, посредством народа и для народа», заявил, «что демократическая и республиканская партии — революционные организации, пытающиеся силой и насилием свергнуть законное американское правительство» и призвал прокурора Палмера принять против них меры.
Несмотря на споры между радикальным и умеренными делегатами в конечном итоге декларация принципов партии не претерпела существенных изменений по сравнению с проектом комитета, председателем которого является Хилквит и представляла собой победу консервативных сил. В ней объявлялось о том, что Социалистическая партия не выступает против института семьи, декларировалась позиция против войны и милитаризма и призыв к более тесным международным связям трудящихся во всем мире.
Некоторые члены партии предлагали выдвинуть на пост вице-президента Кейт Ричардс О'Хару, к тому моменту отбывавшую срок в тюрьме за антивоенную деятельность, так как идея выдвинуть двух заключённых казалась им привлекательной. Однако партии был нужен хотя бы один кандидат, способный вести кампанию, из-за чего съезд выбрал друга Дебса, писателя, оратора и бывшего члена законодательного собрания Иллинойса Сеймура Стедмана, принадлежавшего к правому крылу партии 106 голосами против 26. Стедман был адвокатом, защищавшим большинство ведущих социалистов страны, арестованных во время войны. Объясняя причину его выдвижения, политик Оскар Амерингер заявил, что: «Адвокат – единственный человек, которого Социалистическая партия может выдвинуть в настоящее время. Он точно знает, что сказать, сказать это хорошо и в то же время избежать тюрьмы».
Одной из крупнейших проблем для партии стала нехватка финансов, так как многие сторонники отвернулись от неё во время или после войны, а выручи от продажи литературы практически не было. На благотворительном ужине делегаты собрали 2 500 долларов, а российская группа среди собравшихся пожертвовала 29 миллионов рублей, или 6 долларов. За последние полчаса съезда было собрано 2 тысячи долларов, некоторые организации также сделали пожертвования; так, еврейская газета Forward передала социалистам 3 тысячи долларов.

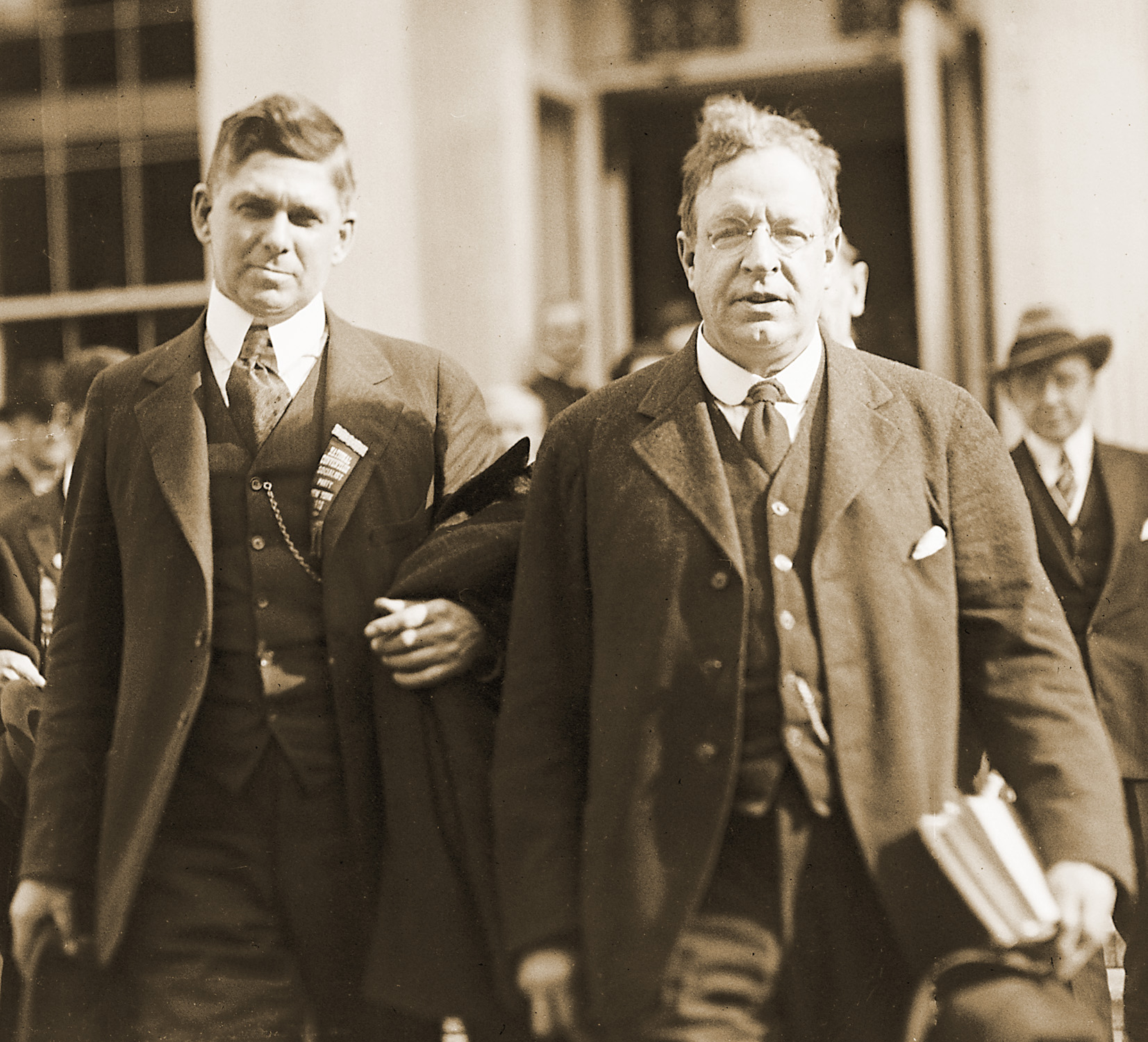
Сеймур Стедман (справа) покидает тюрьму в Атланте, в которой содержался Дебс

В конце мая официальный комитет социалистической партии по выдвижению кандидатов отправился в Атланту, чтобы сообщить Дебсу о его выдвижении. Начальник тюрьмы разрешил провести церемонию и социалист принял комитет в его кабинете. Дебс не одобрил дух платформы партии, но принял её и выступил за проведение энергичной кампании и терпимое отношение к отколовшимся коммунистам; он обнял каждого из членов комитата и сфотографировался с букетом роз. Один из членов комитета, уведомляя Дебса о выдвижении, сказал: «Товарищ Дебс, в борьбе человечества за освобождение его передовые гонцы часто выступали из тюремной камеры. В длинном списке освободителей ваше имя пополнило этот славный список. Преступник одной эпохи становится освободителем в глазах потомков. Сократ, Христос, Бруно, Савонарола, Лавджой и Джон Браун прошли по этому пути. История вынесет свой приговор вам, дорогой товарищ, как и им».

## Кампания
Социалисты акцентировали внимание на необходимости освобождения всех политических заключённых военного периода, призывая к отмене закона о шпионаже и поправок к нему и освобождению всех людей, осуждённых по нему. Сразу после съезда делегаты в полном составе отправились в Вашингтон, чтобы попытаться убедить администрацию освободить Дебса и других заключённых, но Уилсон их не принял, а его секретарь Джозеф Тамулти пообещал, что президент «добросовестно рассмотрит» их просьбу. Социалисты смогли найти сторонников своего дела в Конгрессе: сенаторы от Мэриленда и Оклахомы Джозеф Франс и Роберт Оуэн внесли резолюцию об амнистии всех заключённых, но их резолюции так и остались нерассмотренными. Также делегаты обратились к Палмеру с просьбой о помиловании и во время встречи в министерстве юстиции незаметно прикололи к его пальто значок с надписью «Я за Дебса», который не был замечен самим генеральным прокурором; на него обратили внимание только его друзья, когда он пришёл на обед.
Поскольку Дебс не мог выступать публично, социалистические газеты и агитаторы перепечатывали его старые труды и речи. В сентябре 1920 под давлением прессы министерство юстиции разрешило ему рассылать сообщения, состоящие из не более чем 500 слов в неделю. Дебс писал заявления, отдавал их тюремным властям на согласование, после чего их отправляли в его родной Терре-Хот, расшифровывали и отправляли в штаб-квартиру Социалистической партии в Чикаго, откуда оно распространялось по всей стране. Несмотря на это, по правилам он не мог писать статьи для журналов. С юридической точки зрения некоторые социалисты поднимали вопрос легальности выдвижения Дебса, так как его гражданские права были ущемлены. Некоторые политики-республиканцы и демократы также обсуждали это, но вероятность подачи иска в суд по этому поводу оценивалась журналистами как незначительная. Юрист социалистов Джон Блок утверждал, что этот вопрос нужно будет решать в случае победы Дебса.
Когда журналисты спросили Дебса, как он собирается проводить свою кампанию, он ответил: «Я буду баллотироваться из дома [тюрьмы], в уединении. Это будет гораздо менее утомительно, и мои менеджеры и оппоненты всегда смогут меня найти».

Карикатура на Дебса, выглядывающего из-за решёток тюрьмы на Белый дом и говорящего «В любом случае, есть места и похуже крыльца» (отсылка на «кампанию с парадного крыльца» Уоррена Гардинга)

Во время кампании 1920 года Социалистическая партия находилась в самом тяжелом положении в своей истории. На этот раз у них не было агитационных поездов, сильных печатных изданий или факельных шествий, было мало духовых оркестров; вся кампания строилась вокруг личности Дебса. Партия открыла штаб в Атланте, чтобы поддерживать связь со своим кандидатом. Тем временем Стедман занялся агитацией и отправился в тур с выступлениями по стране. В Сан-Франциско он смог собрать больше людей, чем сам Дебс в 1912 году. 29 мая Вильсон освободил Кейт Ричардс О'Хару из тюрьмы, после чего она включилась в кампанию, проводя агитацию и помогая партии собирать деньги. 4 тысячи человек посетили социалистический митинг в Нью-Йорке, а Дебс максимально использовал свои ограниченные возможности, чтобы донести своё послание до людей. Социалистическая партия Толедо разбрасывала социалистическую литературу над городом с самолёта. Каждая листовка была помечена одной из букв латинского алфавита; нашедшие листы с буквами D E B S могли рассчитывать на денежный приз. Было подготовлено 5 миллионов листовок в поддержку Дебса. Газета New York Call делала всё возможное для освещения кампании. В Коннектикуте активисты партии подвергались арестам со стороны полиции и преследованиям со стороны жителей. В Мэне минюст уведомил лидеров местного отделения соцпартии о том, что им не будет разрешено организовывать и проводить предвыборную кампанию в штате; рабочие и преподаватели в колледжах, связанные с партией увольнялись работодателями.
Социалисты получили поддержку от небольших левоцентристских организаций: Беспартийная лига Монтаны потребовала освобождения Дебса, а другой второстепенный кандидат в президенты, Парли Кристенсен от фермерско-рабочей партии отправил письма кандидатам от двух основных партий: республиканцу Уоррену Гардингу и демократу Джеймсу Коксу, предложив им объединиться и попросить Уилсона освободить Дебса. По его словам, правильность или неправильность позиции социалиста по поводу войны не имели значения после её окончания. Гардинг выразил веру в «щедрую амнистию для политических заключенных», но отказался высказывать мнение об освобождении Дебса до ознакомления с материалами дела. Показы хроники про номинацию Дебса на пост президента и срежессированные объятия с членами социалистической делегации в тюрьме пользовались большой популярностью в нью-йоркских кинотеатрах к недовольству газеты New York Times. Многие заключённые атлантской тюрьмы считали, что Дебс имеет реальные шансы одержать победу на выборах.
23 августа Дебс сделал первое заявление из тюрьмы, перепечатанное СМИ, в котором осудил Уилсона на помощь Польше в войне против Советской России и заявил, что Гадинг и Кокс — «чучела, а не настоящие люди» и «черпают вдохновение в могилах».
Нехватка денежных средств оставалась большой проблемой для партии, хотя около 60 тысяч человек сделали пожертвования в её фонд, в основном на митингах; руководство рассчитывало собрать 300 тысяч долларов на кампанию. Коммунистическая партия предложила Дебсу поддержку в ходе кампании, если он отречётся от Бергера и правого крыла социалистов, но кандидат отказался. В конце кампании жена социалистического журналиста Чарльза Эдварда Рассела заявила о том, что к ней явился дух Сьюзен Энтони и призвал её голосовать за Дебса. Неофициальный опрос в Гарвардском университете дал Дебсу около 5% голосов. Опрос, проведённый сред и американцев, проживающих в Европе показал примерно такие же результаты.

## Результаты
Исполнительный секретарь Социалистической партии Нью-Йорка Джулиус Гербер предсказал, что Дебс наберёт 3 миллиона голосов. Голосование состоялось 2 ноября 1920 года.
| Кандидат в президенты | Кандидат в президенты | Кандидат в вице-президенты | Партия                   | Голосов    | %       | ±        |
| --------------------- | --------------------- | -------------------------- | ------------------------ | ---------- | ------- | -------- |
|                       | Уоррен Гардинг        | Калвин Кулидж              | Республиканская партия   | 16 166 126 | 60,35 % | ▲14,23 % |
|                       | Джеймс Кокс           | Франклин Рузвельт          | Демократическая партия   | 9 140 256  | 34,12 % | ▼15,12 % |
|                       | Юджин Дебс            | Сеймур Стедман             | Социалистическая партия  | 914 191    | 3,41 %  | ▲0,22 %  |
|                       | Парли Кристенсен      | Макс Хейс                  | Фермерско-рабочая партия | 265 395    | 0,99 %  | N/A      |
|                       | Аарон Уоткинс         | Ли Колвин                  | Партия запрета           | 188 709    | 0,70 %  | ▼0,49 %  |
|                       | Другие                | Другие                     | Другие                   | 113 548    | 0,43 %  |          |
| Всего голосов         | Всего голосов         | Всего голосов              | Всего голосов            | 26 788 225 | 100,00% |          |

Дебс не испытывал больших иллюзий относительно итогов выборов. Когда надзиратель тюрьмы передал ему результаты, он посмотрел их, признал победу Гардинга и ушёл спать. Кандидат от социалистов набрал 3,4% или около 900 тысяч голосов; больше всего избирателей поддержали социалистов в Нью-Йорке и Висконсине. При этом старые оплоты партии на западе страны практически исчезли. Позднее Моррис Хилквит вспоминал: «Относительно большое количество голосов было последним мерцанием угасающей свечи и не обмануло социалистов». Многие из людей, проголосовавших за Дебса сделали это в знак протеста против ущемления гражданских свобод администрацией Вильсона. Поражение кандидата вызвало большое разочарование среди его сокамерников, которые надеялись, что в случае его победы они будут помилованы. По словам Дебса, за всю кампанию он получил всего несколько нелестных писем.
Тем не менее показатели Дебса были впечатляющими для заключённого, особенно учитывая, что количество членов Социалистической партии сократилось до 26 тысяч, а на кампанию было потрачено менее 50 тысяч долларов. По мнению Теодора Дебса, с организацией, которая была у партии в 1912 году, в 1920 социалисты смогли бы набрать 3 миллиона голосов.

## Последствия

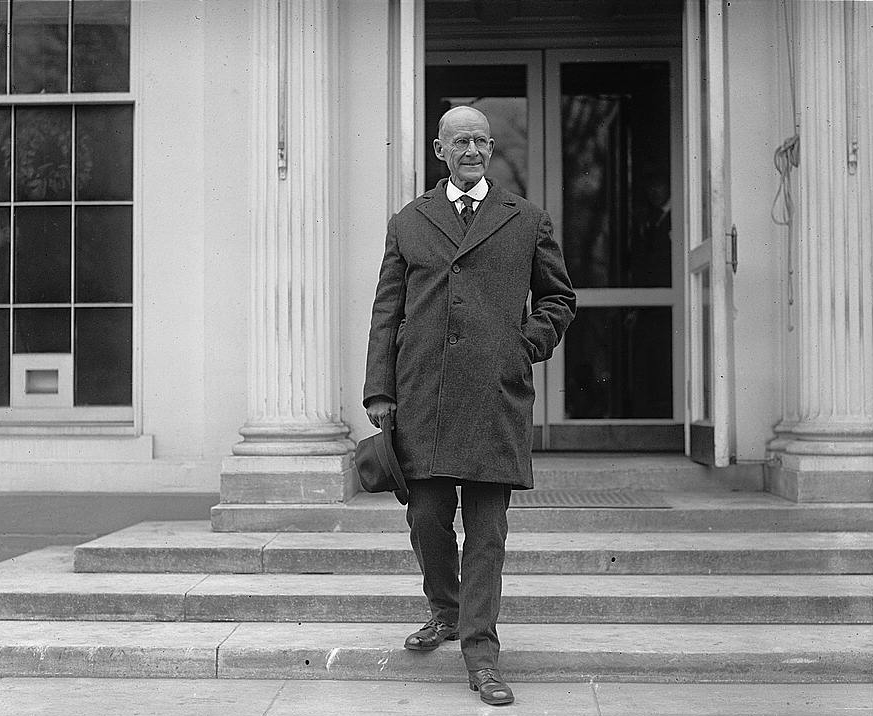
Дебс покидает Белый дом на следующий день после своего освобождения после встречи с Гардингом

Вскоре после вступления избранного президента Уоррена Гардинга на пост президента, социалисты организовали в Вашингтоне день амнистии, представив президенту две длинные петиции с просьбой освободить Дебса, подписанные 300 тысячами человек и поддержанную 700 организациями с общим количеством членов в 3 миллиона человек. Профсоюзы в большинстве своём выступали против политической повестки социалистов, но использовали своё влияние, чтобы помочь освободить заключённых. Ещё во время предвыборной кампании делегация лидеров профсоюзов, включавшая Сэмюэля Гомперса обратилась к Палмеру с просьбой помиловать заключённых по закону о шпионаже. То же самое делали некоторые либеральные интеллектуалы. В августе 1920 вопрос освобождения Дебса обсуждался на заседании кабинета министров: за помилование выступили министр военно-морских сил Джозефус Дэниелс, военный министр Ньютон Бейкер и даже Палмер, но Уилсон не поддержал их. Осенью генеральный прокурор составил ходатайство о смягчении приговору Дебсу и передал его Уилсону, но президент написал на лицевой стороне документа «Отвергнуто» и сказал своему секретарю, что никогда не отпустит заключённого, потому что «пока цвет американской молодёжи проливал свою кровь, отстаивая дело цивилизации, Дебс стоял в тылу, язвительно осуждая их и нападая на них».
После победы Гардинга на выборах движение за амнистию усилилось. В начале своего президенства политик попросил нового генерального прокурора Гарри Догерти пересмотреть дело Дебса и всего через несколько дней после этого провёл с ним трёхчасовую встречу без охраны, шокировав общественность. На фоне протестов Американского легиона ожидания о возможном освобождении Дебса на день независимости не сбылись и заключённый начал готовится к более длительному пребыванию в тюрьме. Он намеренно ограничил контакты со своими знакомыми, сказав даже своему брату, что будет писать ему только в случае крайней необходимости. Он отказался выйти на свободе при условии завершения своей политической деятельности. Тем временем, поддавшись общественному давлению, на Рождество 1921 года Гардинг смягчил приговор Дебсу и 23 другим заключённым, позволив им выйти на свободу несмотря на протесты Американского легиона. В день Рождества Теодор и группа социалистов встретила Дебса у ворот тюрьмы. В нарушение всех правил надзиратель Фред Цербст открыл все тюремные блоки, чтобы позволить 2 300 заключённым попрощаться с ним. По возвращении в Терре-Хот его встретила толпа из более чем 25 тысяч человек, которая на плечах отнесла его к повозке, которая должна была возглавить процессию, ведущую к его дому. Несмотря на освобождение, гражданские права Дебса так и не были восстановлены.
После окончания войны и революции в России Социалистическая партия пришла в упадок, потеряв поддержку фермеров, которые влились в многочисленные локальные организации, такие как фермерско-рабочая партия и другие. К 1921 году число членом соцпартии сократилось до чуть более 10 тысяч и эта цифра продолжала падать каждый год вплоть до начала Великой депрессии. Дебс умер в 1926 году в Иллинойсе.